# Jacques Vidal
 (mars 2025).
Motif : pas de sources secondaires centrées.
- Archive Wikiwix
- Bing
- Cairn
- DuckDuckGo
- E. Universalis
- Gallica
- Google
- G. Books
- G. News
- G. Scholar
- Persée
- Qwant
- (zh) Baidu
- (ru) Yandex
- (wd) trouver des œuvres sur Wikidata

| 1. | Préciser le motif de la pose du bandeau. | Précisez le motif de la pose du bandeau en utilisant la syntaxe suivante : {{admissibilité à vérifier\|date=juin 2025\|motif=remplacez ce texte par le motif}}                     |
| 2. | Informer les utilisateurs concernés.     | Pensez à avertir le créateur de l'article, par exemple, en insérant le code ci-dessous sur sa page de discussion : {{subst:avertissement admissibilité à vérifier\|Jacques Vidal}} |

 (mars 2024).
Pour les articles homonymes, voir Vidal.
Jacques Vidal, né le 28 novembre 1936 à Saint-Laurent-de-Chamousset (Rhône) et mort le 16 juin 2025 à Saint-Germain-en-Laye, est un officier général français.

## Biographie
Jacques Vidal naît en 1936 à Saint-Laurent-de-Chamousset dans une région rurale lyonnaise et choisit la carrière militaire. Par pure vocation, contre l'avis de sa famille étrangère à ce métier.

« Je suis né en 1936, l'année du Front populaire, dans la région lyonnaise. Mon pharmacien de père, peu porté sur la chose militaire, ambitionne pour moi Polytechnique ou une grande école d'ingénieurs alors que personnellement, nourri par les récits des combats en Indochine puis en Algérie, je ne rêve que de Saint-Cyr. L'autorisation paternelle étant indispensable pour cela, car la majorité est alors à vingt et un ans, je dois me résoudre à faire Math Sup et Math Spé au lycée du Parc au lieu d'entrer en « Corniche » (classe préparatoire à Saint-Cyr). Après avoir plus ou moins saboté mes concours d'écoles d'ingénieurs et menacé mon père de m'engager dans la Légion Étrangère, je peux enfin préparer Cyr et intègre l'école en 1957 »

## Carrière militaire

### Nouvelle-Calédonie
Deux ans plus tard, en février 1988, il est nommé commandant supérieur  des Forces Armées en Nouvelle-Calédonie (Comsup FANC). C'est à ce titre et en vertu d'une réquisition spéciale signée par le Haut-Commissaire du gouvernement, Clément Bouhin, que le commandement des opérations lui est confié dès le 23 avril, après que la gendarmerie de Fayaoué ait été attaquée par une soixantaine d'indépendantistes kanaks et membres du FLNKS.
L'opération Victor aboutit le 5 mai à la libération de l'ensemble des gendarmes pris en otage dans la grotte d'Ouvéa. L'opération constitue un indéniable succès militaire,[réf. nécessaire] mais dans le contexte électrique de l'entre-deux tours de l'élection présidentielle de 1988, elle suscite bientôt une dure polémique. C'est donc dans une ambiance tendue que le général Vidal doit quitter prématurément son commandement dès février 1989 pour Raison d'État[source insuffisante].

### Paris
Il est alors nommé adjoint du commandant de la Force d'Action Rapide, à Maisons-Laffitte, et promu général de division le 1er janvier 1991.
À l'été 1991, il gagne l'École militaire comme directeur de l'École supérieure des officiers de réserve spécialistes d'état-major (ESORSEM), une des quatre écoles relevant du commandement de l'enseignement militaire supérieur de l'armée de terre, destinée à former des réservistes aux fonctions d'officier supérieur en état-major.
L'été suivant, il est nommé directeur de la Section Technique de l'Armée de Terre (STAT), un organisme chargé d'expérimenter et d'évaluer les systèmes d'armement terrestre dans tout leur domaine d'emploi. Le général Vidal accompagnera ainsi le développement de drones et la mise en service du char Leclerc jusqu'à l'été 1994.
En février 1994, on lui a conféré les rang et appellation de général de corps d'armée.

### Rennes
En juillet, il prend le commandement de la Circonscription militaire de défense de Rennes, commandement territorial dont le ressort couvre la Bretagne, la Normandie et les Pays de Loire.
Cette même année, il est promu Commandeur de la Légion d'Honneur.

## Distinctions
Le général Vidal est commandeur dans les deux ordres nationaux, et titulaire de la croix de la valeur militaire avec quatre citations, dont deux à l'ordre de l'armée.
- Commandeur de la Légion d'honneur
- Commandeur de l'ordre national du Mérite
- Croix de la Valeur militaire (4 citations dont 2 palmes)

## Publications
- Grotte d'Ouvéa, La libération des otages, Éditions SPE- Barthélémy, 2010  (ISBN 2-912838-74-6)